# Coremas (kommun)
Coremas är en kommun i Brasilien.   Den ligger i delstaten Paraíba, i den östra delen av landet, 1 500 km nordost om huvudstaden Brasília. Antalet invånare är 15 149. Coremas ligger vid sjön Açude Mãe d'Água.
Följande samhällen finns i Coremas:
- Coremas

Omgivningarna runt Coremas är huvudsakligen savann. Runt Coremas är det ganska glesbefolkat, med 39 invånare per kvadratkilometer.